# روغن‌نباتی جهان
روغن‌نباتی جهان یک شرکت ایرانی است که روغن نباتی تولید میکند. ساختمان کارخانه این شرکت در حال حاضر در زنجان قرار دارد.

## تاریخچه

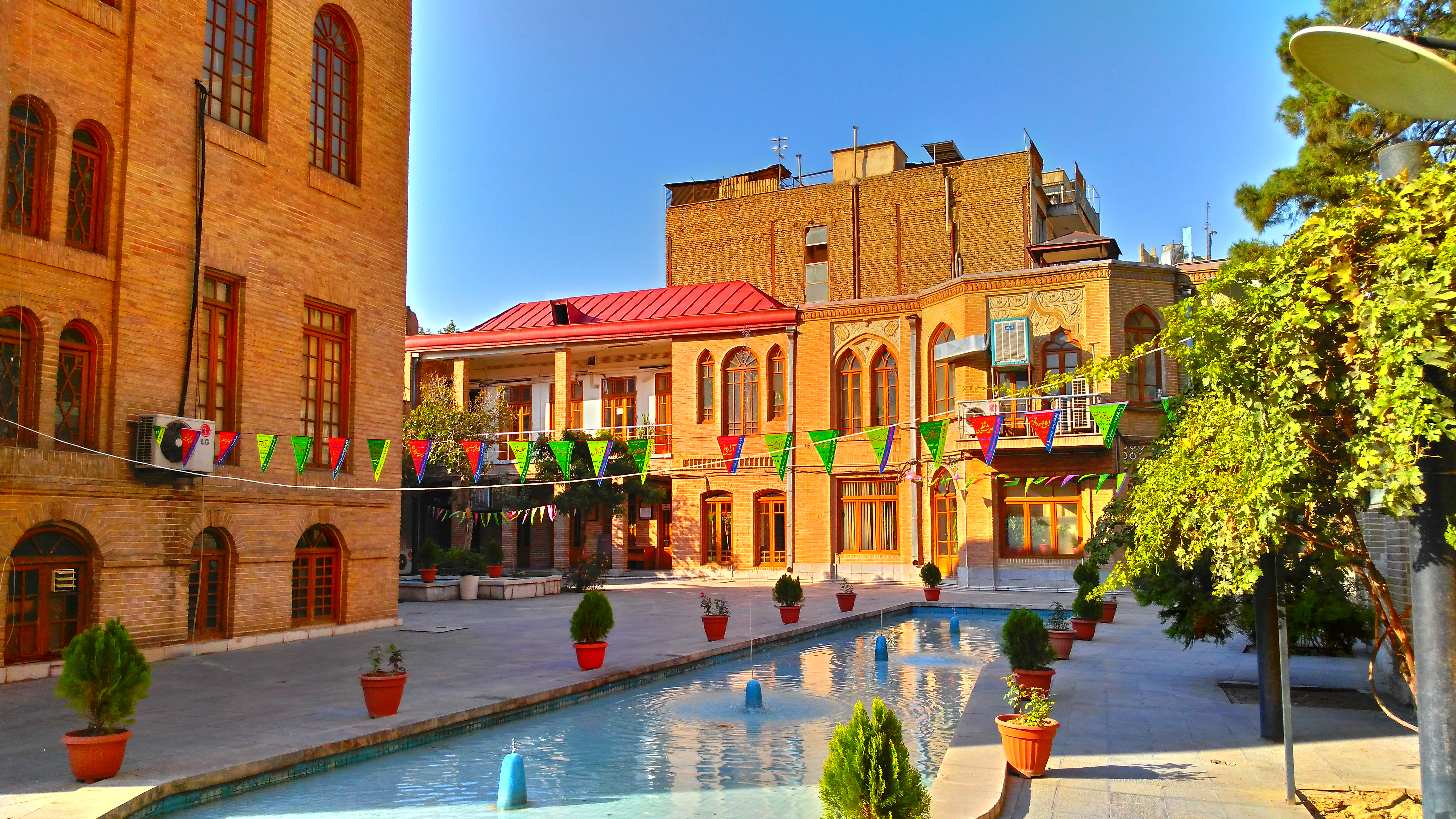

کارخانه این شرکت در سال ۱۳۳۴ برای تولید روغن از روغن‌دانه‌های پنبه با سرمایه‌گذاری مشترک محمدصادق فاتح یزدی و محمدعلی غضنفر در حاجی‌آباد کرج تأسیس شد. این کارخانه به تولید روغن‌های جامد در وزن‌های ۹۰۰ گرمی تا ۱۷ کیلوگرمی اقدام می‌کرد و ظرفیت تولید آن به ۲۶۰ تن روغن جامد و مایع هم رسید.
این کارخانه بعد از انقلاب ۵۷ مصادره و تحت‌مدیریت بنیاد شهید قرار گرفت و پس از انتقال به کیلومتر ۱۵ آزادراه زنجان- قزوین در اوایل دهه ۸۰ به بهره‌برداری مجدد رسید. در آن زمان حدود ۴۸ درصد سهام کارخانه در اختیار بنیاد شهید و امور ایثارگران، حدود هفت درصد در اختیار ستاد اجرایی فرمان امام و بقیه در اختیار سایر شرکت‌های سرمایه‌گذاری و عمومی بود.
روغن‌نباتی جهان در اواخر کار دولت دهم به بهانه خصوصی‌سازی بنابر اصل ۴۴ قانون اساسی و بدون حضور سازمان خصوصی‌سازی به بیژن اسماعیلی سپرده شد.

## ساختمان

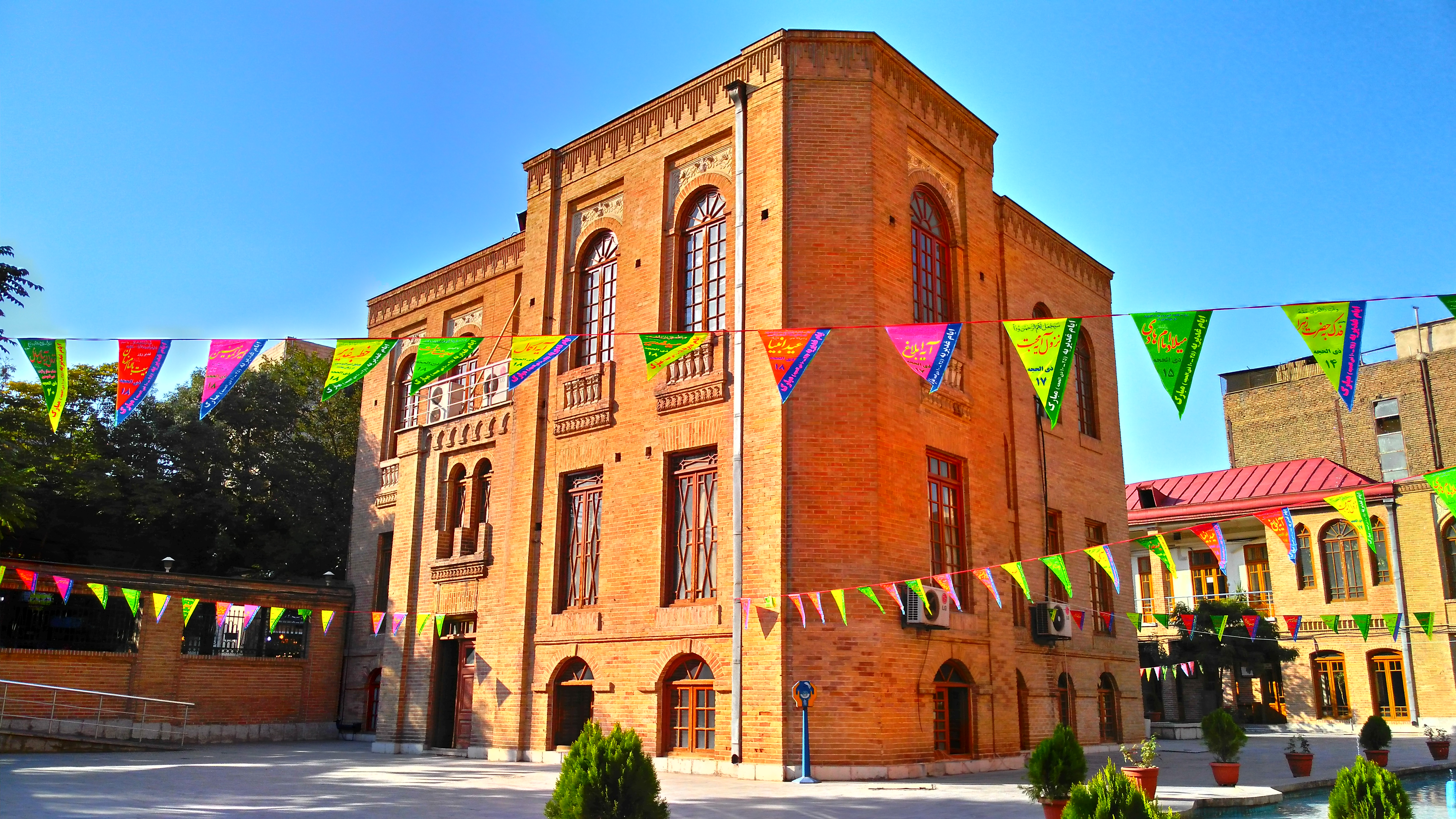
ساختمان روغن نباتی جهان

ساختمان اولیه کارخانه این شرکت در تهران و مربوط به دوره پهلوی اول بود. این ساختمان در خیابان وحدت اسلامی، تقاطع خیابان پانزده خرداد واقع شده و به‌عنوان یکی از آثار ملی ایران به ثبت رسیده‌است. ساختمان کارخانه این شرکت در حال حاضر در زنجان قرار دارد.

## فعالیت
کارخانه روغن نباتی جهان از ۱۸ تیر ۹۶ با ۱۲۵ کارگر موقتاً تولید خود را متوقف کرد. ۱۰۰ نفر از کارگران نیز در پایان سال ۱۳۹۵ از کارخانه اخراج شده بودند.

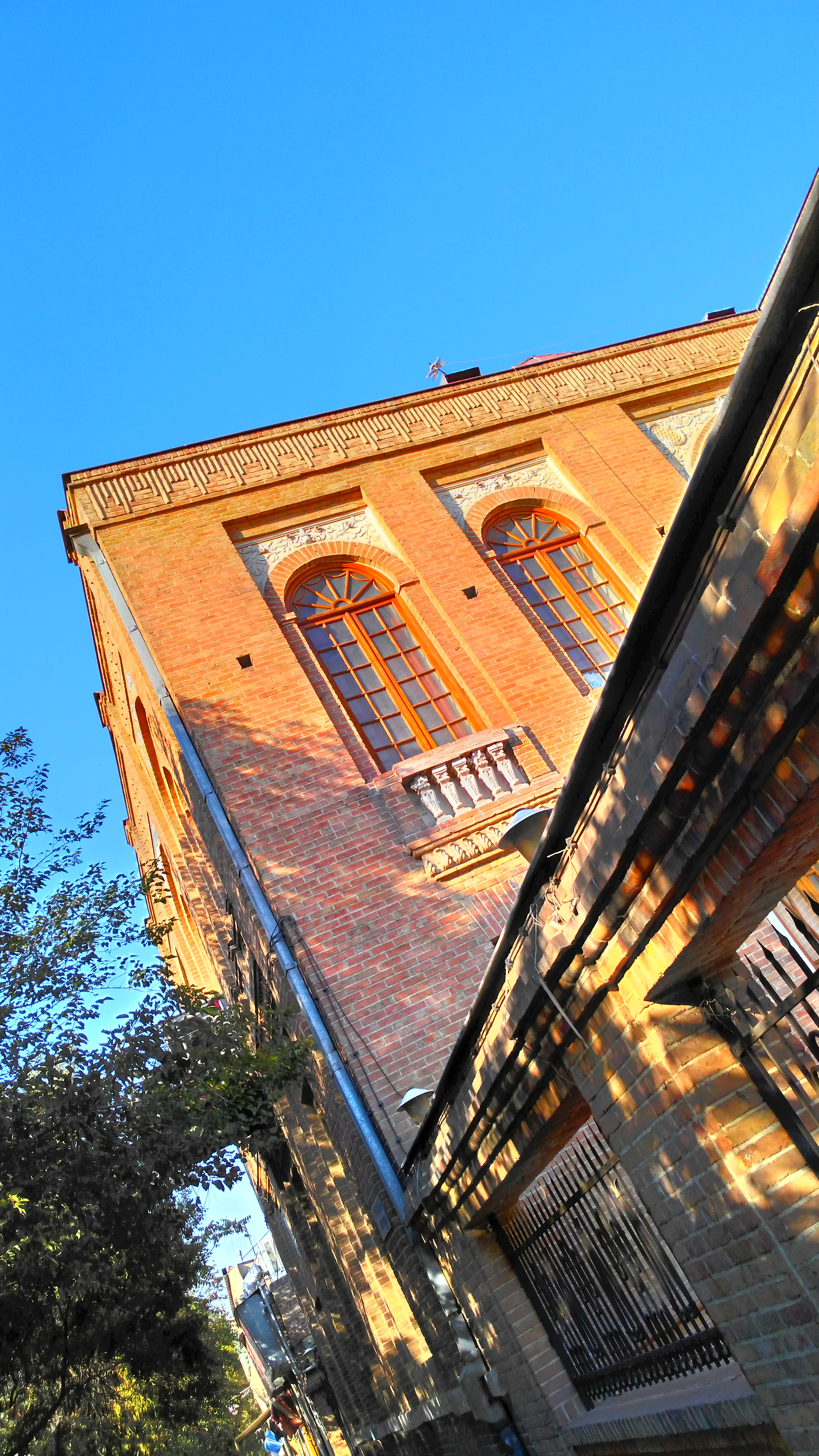

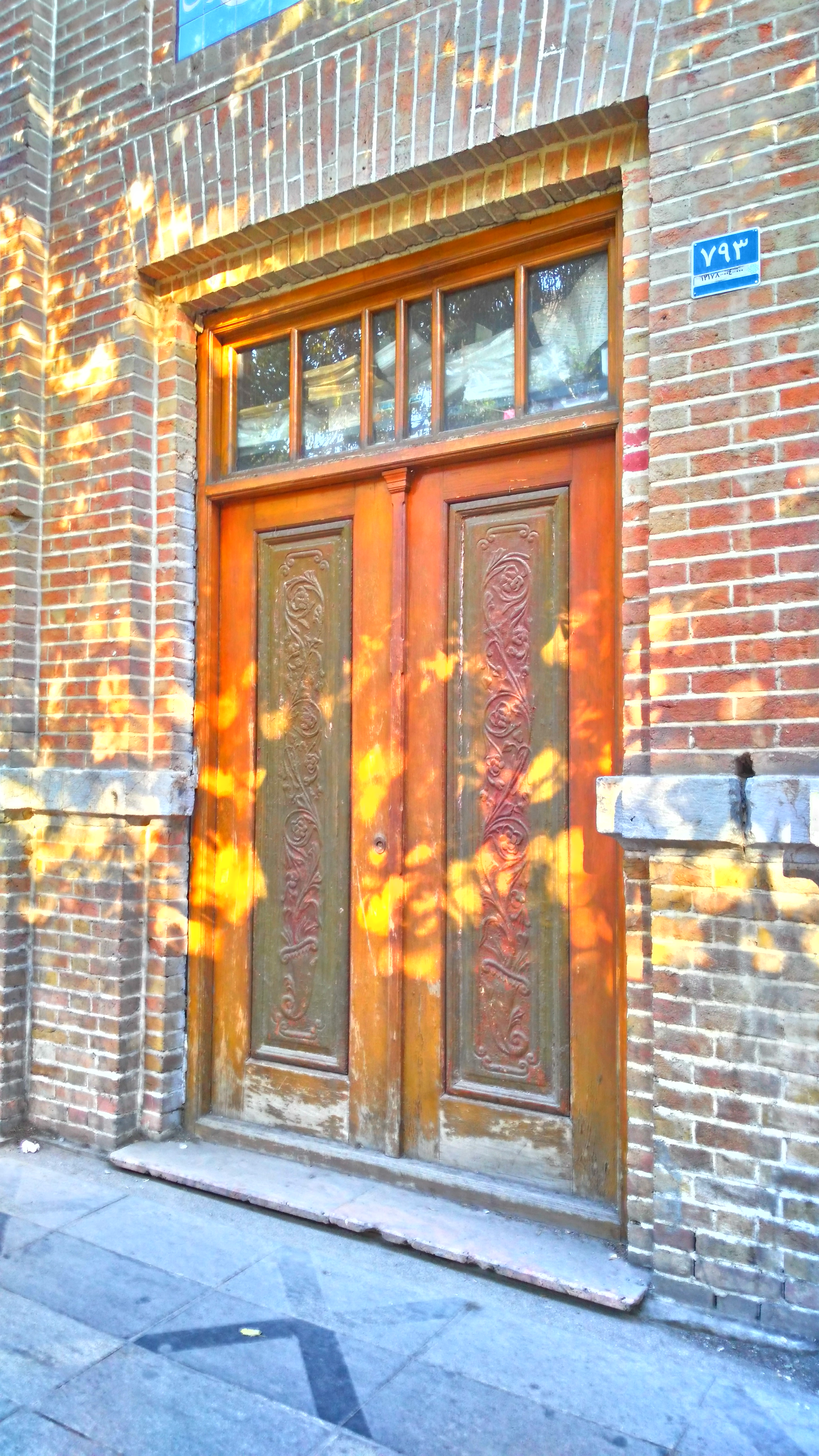